# William J. Watson

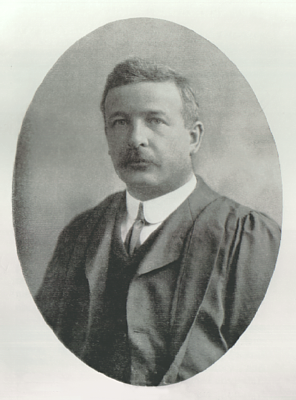

William J. Watson (* 1865 in Milntown of New Tarbat, Easter Ross, heutiges Milton; † 9. März 1948) war einer der größten schottischen Gelehrten des 20. Jahrhunderts. Er war Toponomast und der erste Gelehrte, der das Studium der schottischen Ortsnamen auf eine solide linguistische Basis stellte.

## Leben
Watsons Vater war der Schmied Hugh Watson, seine Muttersprache war Gälisch. Zunächst wurde er von seinem Onkel James Watson wurde im Studium des Gälischen und der klassischen Altertumswissenschaft geschult. William besuchte die University of Aberdeen und die University of Oxford.
Es wirkte als Lehrer in Glasgow, Inverness und schließlich in Edinburgh, In Inverness begann er an den Transactions of the Gaelic Society of Inverness und der Celtic Review mitzuwirken. Er heiratete die Tochter von Alexander Carmichael, Ella Carmichael. 1914 übernahm er den Lehrstuhl für Keltisch in der University of Edinburgh, trotzdem er zuvor keinen Universitätsposten innehatte. Er blieb in seiner prestigeträchtigen Position, bis er seinem Sohn James Carmichael Watson 1938 dazu den Weg freimachte. William Watson starb mit 83 Jahren am 9. März 1948. 1910 wurde er zum Mitglied (Fellow) der Royal Society of Edinburgh gewählt.
Watson ist bekannt für sein Werk The Celtic Place-names of Scotland aus dem Jahre 1926, das auf 30 Jahren Arbeit basierte. Watsons Werk ist auch heute noch das maßgebliche wissenschaftliche Nachschlagwerk zum Thema. Das Buch basiert auf Watsons umfangreichen Notizen, die unveröffentlicht im Besitz der Edinburgh University bleiben. Watsons großes Werk wurde von Birlinn 2004 wiederveröffentlicht.

## Schriften
- Place-Names of Ross and Cromarty. Inverness 1904.
- Prints of the Past around Inverness. Inverness 1909. 2. überarbeitete Ausgabe: Inverness 1925.
- Rosg Gàidhlig. Inverness 1915. 2. Ausgabe: Glasgow 1929.
- Bàrdachd Gàidhlig. Inverness 1915.
- The Picts: their original position in Scotland. Inverness 1921.
- Ross and Cromarty. Cambridge 1924.
- The History of the Celtic Place-Names of Scotland. Edinburgh 1926.
  - Wiederveröffentlicht mit Vorwort, Bibliografie und Berichtigungen durch Simon Taylor: Edinburgh 2004.
- Scottish Verse in the Book of the Dean of Lismore. Edinburgh 1937.